# Harmannsdorf
Harmannsdorf är en ort och kommun i Österrike. Den ligger i distriktet Korneuburg i förbundslandet Niederösterreich, 20 km norr om huvudstaden Wien. 
Kommunen består av nio orter (Ortschaften) (inom parentes invånarantal 1 januari 2024):

- Harmannsdorf (626)
- Hetzmannsdorf (291)
- Kleinrötz (354)
- Lerchenau (0)
- Mollmannsdorf (309)
- Obergänserndorf (694)
- Rückersdorf (641)
- Seebarn (218)
- Würnitz (964)